# 798芸術区

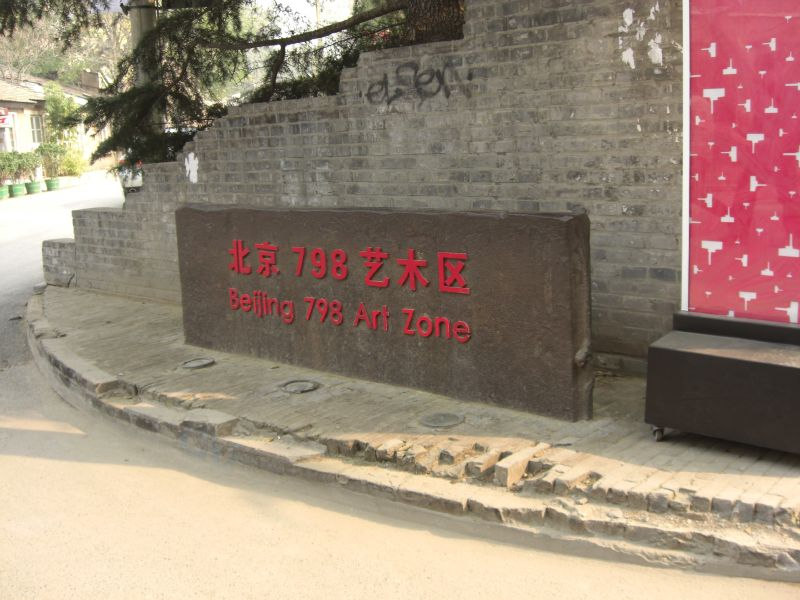
芸術区の入口

798芸術区（ななきゅうはちげいじゅつく、中国語: 798艺术区、拼音: 798 Yìshùqū、英語: 798 Art Zone）は、北京市の朝陽区に位置する地区である。大山子芸術区（Dashanzi Art District）とも呼ばれる。
1950年代初めに東ドイツの技術援助によって建設され、その後他の用途に転用された工廠が集中しており、その中に芸術家のアトリエや住居、中国や日本を始めとした外国から進出したギャラリーが多く立地している。芸術家のコミュニティーということでしばしばニューヨークのグリニッジ・ヴィレッジやソーホーと比較される。
2007年にユーレンス現代芸術センター（尤伦斯当代艺术中心）が工廠「798廠」を改装して開業して以来、この地域は中国・北京の現代芸術の中心的な地区となっている。
798廠とも呼ばれるが、もともと798廠は718廠の一部でしかない。工場群は酒仙橋路（中国語: 酒仙桥路、英語: Jiǔxiānqiáo Lù）に沿い、大山子橋陸橋（中国語: 大山子桥、英語: Dàshānziqiáo）の南側に位置している。
アートエリア化したのは2000年頃からだが、近年は観光地化やジェントリフィケーションが進んで賃料が高騰しているため、新規に参入する芸術家やギャラリーは、北側の草場地芸術区、東側の環鉄、西側の酒廠に居を構えるケースが増えている。

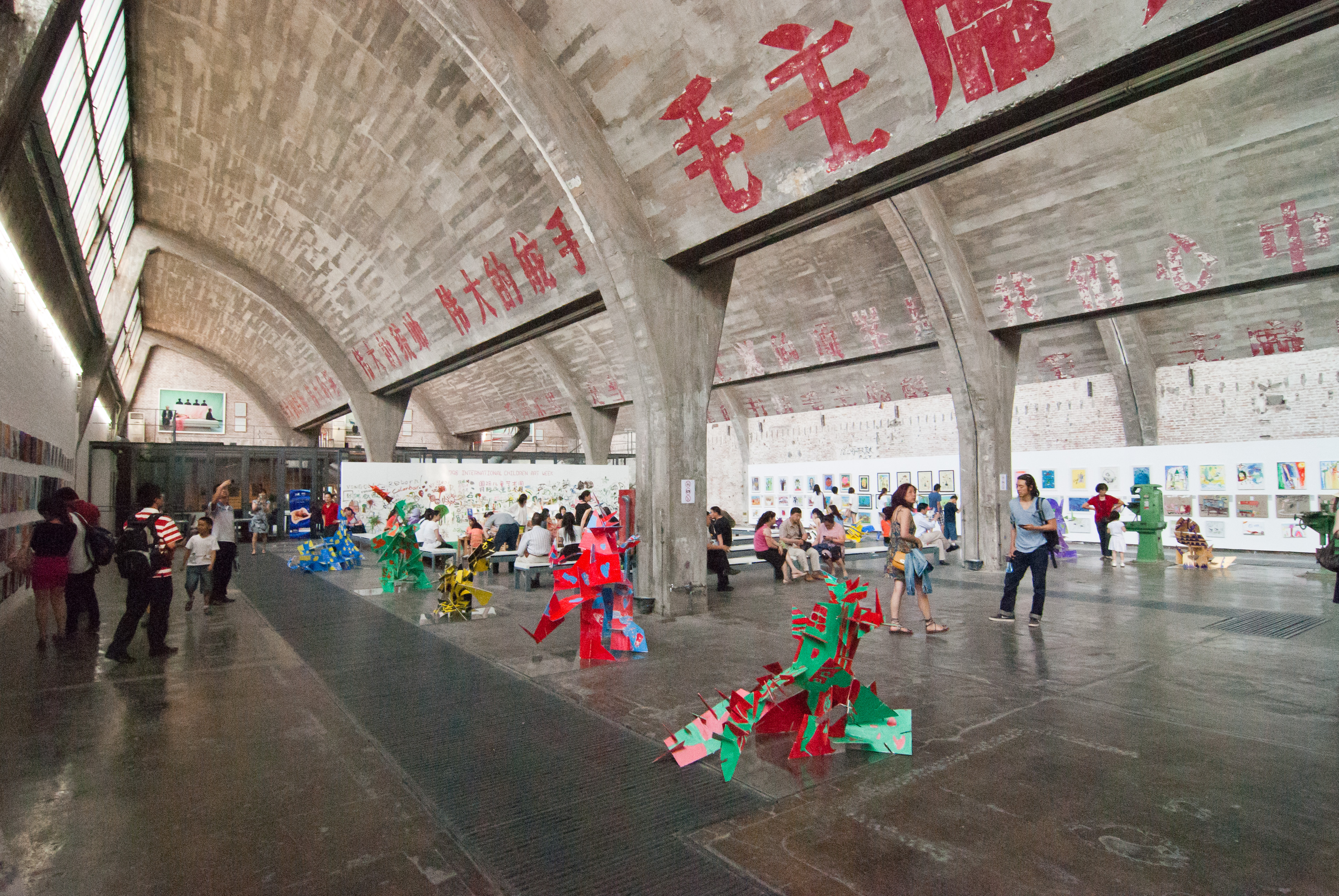
798芸術区内のユーレンス現代芸術センター展示室の一部。毛沢東主義のスローガンが赤文字であり、右から3文字目より「毛主席万歳　万万歳」と続く。